# Роберт II (король Франции)
Ро́берт II (Роберт Благочестивый; фр. Robert II le Pieux; 27 марта 972, Орлеан — 20 июля 1031, Мелён) — король Франции из династии Капетингов в 996—1031 годах. Сын короля Гуго Капета и Аделаиды Аквитанской.

## Биография

### Происхождение и ранние годы
Роберт был единственным сыном в семье, в которой, кроме него, было ещё три дочери. Его отец Гуго Капет принадлежал к могущественному роду Робертинов и унаследовал от своего отца графства Парижское и Орлеанское (956 год), а в 960 году стал ещё и герцогом франков. Роберт родился в 972 году и получил прекрасное для своего времени образование: под руководством известного интеллектуала Герберта Орильякского он изучал в Реймсе «свободные искусства» вместе с рядом других представителей аристократической молодёжи.

### Король-соправитель
После гибели в мае 987 года бездетного монарха Людовика Ленивого из династии Каролингов отец Роберта был избран королём. Уже через 5 месяцев после собственного помазания на царство Гуго короновал в Орлеане, в церкви Сент-Круа, и своего пятнадцатилетнего сына (декабрь 987 года), сделав его тем самым своим формальным соправителем. По официальной версии это была предосторожность на случай смерти монарха в походе против мавров. На деле Гуго, ставший королём по решению князей, стремился таким образом закрепить престол за своим наследником, не допустив нового переизбрания короля после своей смерти.
В последующие годы Роберт участвовал в войне с претендовавшим на престол Карлом Лотарингским; в частности, пытался отбить у него Лан, но безуспешно. В 988 году отец женил его на дочери Беренгара Иврейского Розалии: эта дама была старше своего жениха на 12-20 лет и впервые вышла замуж ещё до рождения своего второго мужа, но её приданым были Монтрёй и Понтьё, к тому же Роберт стал вследствие этого брака отчимом малолетнего графа Фландрского Бодуэна IV. Несмотря на столь очевидные выгоды, этот брак оказался неудачным (Рихер Реймсский называет главной причиной этого разницу в возрасте). Уже спустя год Роберт отослал от себя жену, а сразу после смерти отца добился и формального развода.

### Королевство
К правлению Роберта II относится ряд бедствий, охвативших всю Францию. Это первая известная из источников эпидемия болезни огонь святого Антония, прокатившаяся в 997 году с востока на запад через всё королевство, а также страшный голод 1012—1016 годов. Рауль Глабер пишет: «Жестокий голод, длившийся пять лет, распространился по всему римскому миру до такой степени, что нельзя найти ни одной области, которая не была бы поражена нищетой и нехваткой хлеба; большая часть населения умерла от голода». В 1030 году это бедствие возобновилось в ещё больших масштабах.

### Отношения с вассалами

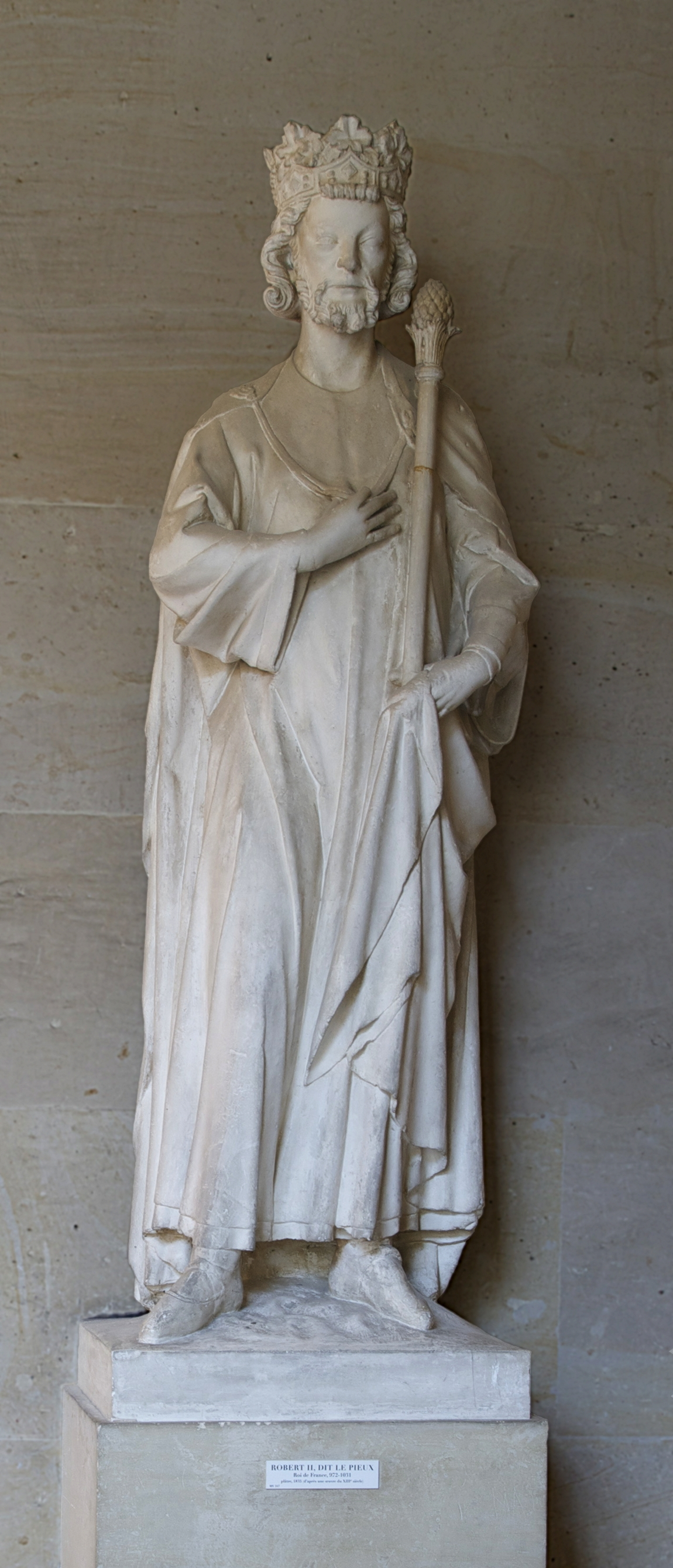
Статуя Роберта II в Версале

После смерти отца в 996 году Роберт II стал единственным королём Франции. С некоторыми из своих могущественных вассалов он поддерживал хорошие отношения в течение всего правления; союзниками Роберта были герцог Нормандии Ричард II Добрый и герцог Аквитании Гильом V Великий. При этом король фактически не имел контроля над большей частью страны, и его попытки расширить своё влияние за пределы домена, включавшего только земли вокруг Парижа и Орлеана, как правило, оказывались неудачными.
В конце 1002 года, умер дядя Роберта герцог Бургундии Эд-Генрих. По его завещанию ему должен был наследовать официально им усыновлённый сын его жены Отто-Гильом, внук короля Италии Беренгария II. Роберт предъявил свои права и начал войну, продлившуюся до 1016 года, по итогам которой, несмотря на сильное сопротивление со стороны местной знати Бургундия была присоединена к владениям короны. Одним из решающих факторов в победе стал союз с герцогом Нормандии Ричардом II Добрым. Отто-Гильом сумел сохранить за собой ряд владений (Макон, Бомон, Ошере, Фувен). Несмотря на победу, Роберт был вынужден пойти на компромисс с бургундскими баронами и передать герцогство своему второму сыну Генриху, тем самым предназначив в герцогство отдельного правителя. Старший сын и наследник — Гуго — однако вскоре умер и новоявленный бургундский герцог стал наследником короны. Тем не менее, в 1032 году герцогство всё же отошло из королевского домена и досталось третьему королевскому сыну Роберту, ставшему родоначальником Старшего Бургундского дома.
Схожие цели Роберт преследовал в Шампани после смерти около 1020 года не имевшего наследников графа Мо и Труа Стефана. Обширные владения последнего примыкали к королевскому домену с востока, так что их приобретение заметно усилило бы позиции Роберта. Но другим претендентом на Шампань стал кузен покойного графа Эд II де Блуа, сын второй жены короля от её первого брака и самый опасный из соперников Роберта; противодействие его усилению было важнейшей задачей короны.
В 1023 году Эд установил свой контроль над Мо и Труа. В ответ Роберт добился осуждения графа Блуа архиепископом реймсским, занял принадлежавшее ему графство Дрё и заключил союз с императором Генрихом II. Но тот умер уже в следующем году, и тогда Роберт изменил свои планы: он примирился с Эдом Блуаским, признав его графом Шампани, и попытался использовать германское междуцарствие, чтобы отвоевать Лотарингию. Союзником короля должен был стать Гильом Аквитанский, сыну которого итальянцы предложили королевскую корону. Гильом совершил поездку в Италию, по результатам которой отклонил предложение, а в Германии быстро выбрали нового короля. В результате Роберт не получил ни Лотарингию, ни Шампань, а его земли оказались стиснуты с двух сторон владениями ещё более могущественного, чем раньше, вассала — Эда Блуаского, начавшего организовывать своё шампанское государство.
Бессилие короля убедительно показывают события 1008 года, когда во время охоты прямо на глазах у короля группой вооружённых людей был убит его пфальцграф Гуго де Бове. Роберт не смог наказать убийц, так как несомненный виновник в организации преступления — граф анжуйский Фульк Нерра — просто отказался явиться в суд по вызову своего сюзерена.

### Отношения с церковью и проблемы внутри семьи

Домен короля Франции около 995 года.

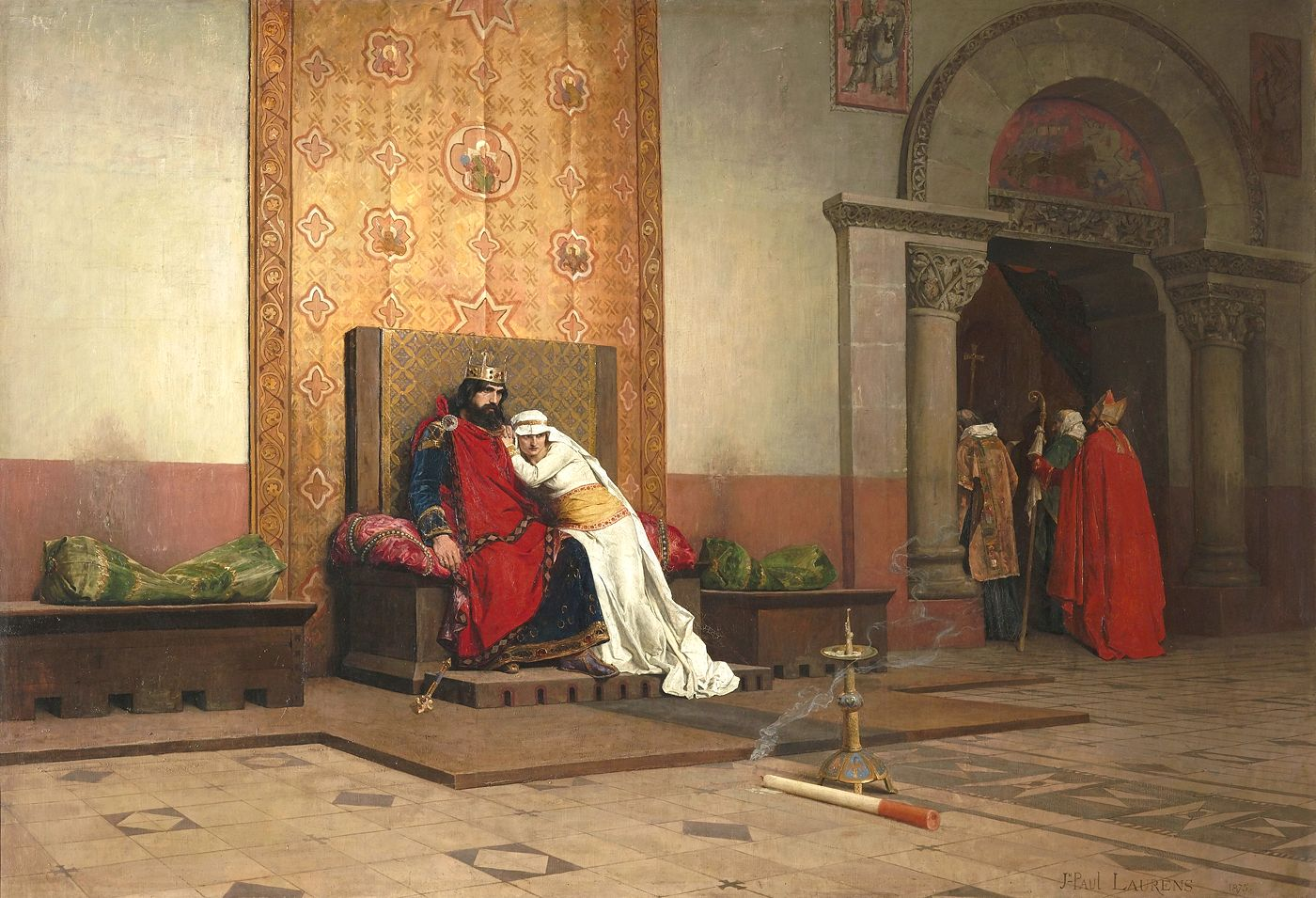
Отлучение Роберта Благочестивого. Жан-Поль Лоран, 1875 год, Музей Орсэ

Сразу после своего восшествия на престол Роберт уладил конфликт вокруг реймсской кафедры, в котором противником французской короны было папство: поддерживавший когда-то Карла Лотарингского Арнульф получил свободу и снова стал архиепископом, а занимавший кафедру при Гуго Герберт Орильякский уехал ко двору Оттона III.
Решение церковных проблем король использовал для того, чтобы развестись с женой. В силу своего возраста (видимо, более сорока лет) Сусанна Итальянская уже не могла иметь детей, а Роберту был нужен наследник. После расторжения брака король женился на Берте Бургундской, сестре короля Бургундии Рудольфа III и вдове Эда I Блуаского (997 год). Семейная жизнь была на этот раз более счастливой; французский историк Э. Поньон даже называет Роберта единственным человеком той эпохи, который любил свою жену. Но Берта приходилась мужу троюродной сестрой (их общим прадедом был Генрих Птицелов), к тому же Роберт был крёстным отцом одного из сыновей Берты от первого брака, что с точки зрения церкви считалось ещё более близким родством. Поэтому папа Григорий V объявил брак недействительным и, когда Роберт, несмотря на это постановление, не захотел расстаться с Бертой, отлучил его в 998 году от церкви, а позже приговорил к семи годам покаяния и даже пригрозил проклятием. Король долгое время игнорировал всё это и исправно посещал богослужения. Но после того, как Берта родила мёртвого ребёнка, Роберт был вынужден заключить новый брак, чтобы продолжить династию.
Третьей женой короля стала в 1003 году Констанция Арльская, дочь графа Прованса Гильома I, амбициозная и злобная женщина. Сначала она подчинила себе короля, но из-за несходства характеров отношения между супругами так испортились, что Роберт, несмотря на своё благочестие, некоторое время открыто жил в двойном браке, пытаясь при этом получить от папы римского позволение снова соединиться с Бертой. Эта двусмысленная ситуация сохранялась, несмотря на то, что Констанция рожала детей, до 1010 года, когда Берта умерла.

### Роберт и сыновья
Констанция Арльская родила Роберту четверых сыновей. Уже в 1017 году, когда старшему сыну, Гуго Магнусу, было всего 10 лет, Роберт организовал его коронацию в Компьени и сделал Гуго своим формальным соправителем. Это было продолжением традиции, заложенной Гуго Капетом, но инициатива принадлежала королеве. По мере взросления юный король начинал требовать предоставления ему реальных властных функций, а его отношения с матерью испортились: Констанция начала плести интриги в пользу своего третьего сына Роберта, которого она хотела видеть на престоле. В результате Гуго Магнусу и его брату Генриху пришлось оставить двор и вести жизнь бродячих рыцарей, занимаясь даже разбоем. Гуго погиб восемнадцатилетним в 1025 году (вероятно, из-за несчастного случая); Генрих позже всё-таки примирился с отцом и был признан наследником, несмотря на противодействие королевы. 14 мая 1027 года в Реймсе Генрих был коронован.
В 1030 году, всего за год до смерти отца, Генрих и Роберт совместно восстали против него (вероятно, из-за интриг матери). Принцы бежали в Бургундию, где заключили союз со своим зятем, графом Рено Неверским. Этот мятеж быстро закончился примирением.

### Мир Божий
Роберт возглавил начавшееся во время его правления движение, целью которого было ограничение во времени междоусобных войн и сокращение числа жертв таких конфликтов. Король организовал ряд ассамблей мира, в которых участвовали бароны, священнослужители и крестьяне; в 1024 году в Эри в Бургундии он созвал первую всеобщую ассамблею, куда съехались люди из разных частей королевства. На таких собраниях заключались договоры о «Мире Божьем», обязывавшем воюющие стороны щадить духовенство, женщин, бедняков и их имущество, а также о «Божьем перемирии», длившемся с пятницы по воскресенье, весь период Великого Поста и охватывавшем ещё некоторые дни года.

### Смерть
Король Роберт умер 20 июля 1031 года в Мелёне от лихорадки в возрасте 59 лет. Он был погребён в Сен-Дени. Несмотря на принятые им меры, его сыновья сразу после его смерти начали войну за корону.

### Семья
У Гуго Капета в начале его царствования были планы женить сына на сестре византийских императоров Василия II и Константина VIII, но этот брак не был заключён; неизвестно даже, отправил ли Гуго соответствующее послание.
Роберт Благочестивый был женат трижды:
- 1-я жена (с 988, брак расторгнут в 991/992) — Сусанна Итальянская (955 — 7 февраля 1003)
- 2-я жена (с 996/97, брак расторгнут в 1001) — Берта Бургундская (964 — 16 января 1010)
- 3-я жена (с 1001/1003) — Констанция Арльская (986 — 25 июля 1032).

Все его дети родились от третьей жены:
- Гедвига (Авуаза) (ок. 1003 — 5 июня после 1063); муж: с 1016 года Рено I (ок. 1000 — 29 мая 1040), граф Невера и Осера с 1028 года. Этот брак стал частью компромисса Роберта с бургундской знатью; Рено получил графство Осер в качестве приданого[28].
- Констанция (ок. 1005 — после 4 февраля 1031); муж: с ок. 1023 года — Манассия (умер в 1037), граф де Даммартен
- Гуго Магнус (1007 — 17 сентября 1025), соправитель отца, коронованный 9 июня 1017 года.
- Генрих I (1009/1010 — 4 августа 1060), король Франции с 1031 года.
- Адела (ок. 1009 — 8 января 1079); 1-й муж: с 1027 года — Ричард III (ок. 1001 — 6 августа 1027), герцог Нормандии с 1026 года; 2-й муж: с 1028 года — Балдуин V (1012/1013 — 1 сентября 1067) граф Фландрии с 1035 года.
- Роберт I (1011/1012 — 21 марта 1076), герцог Бургундии с 1032 года, родоначальник Старшего Бургундского дома, правившего герцогством Бургундским в 1032—1361 годах, и предок по мужской линии всех королей Португалии.
- Эд (ок. 1013 — 15 мая 1057/1059).

Кроме того, у Роберта был, по крайней мере, один бастард — Рауль, ставший архиепископом Буржским.

## Личность
Прозвище «Благочестивый» Роберт получил от своего посмертного биографа Эльго де Флёри, утверждавшего, что король пытался молитвами и умерщвлением плоти искупить совершённый им грех кровосмешения.

Франция в 1030 году

Источники называют Роберта «сведущим в Господе». «Он так любил Священное Писание, что не мог провести ни дня без чтения псалмов и громко обращался к Богу с молитвами святого Давида». Именно для Роберта Адальберон Ланский написал свою поэму «Carmen ad Rotbertum regem Francorum», где одним из первых описал устройство средневекового общества. Король читал также богословские трактаты, участвовал в церковных соборах, на которых обсуждались разнообразные вопросы, пел с монахами в аббатстве Сен-Дени и следил за тем, чтобы литургию служили по всем правилам. Назначая новых прелатов и аббатов, он руководствовался часто не знатностью претендентов, а тем, насколько они соответствуют идее христианской добродетели. Хронисты перечисляют щедрые пожертвования короля церквям и упоминают его обыкновение давать милостыню нищим. Из благочестия Роберт прощал заговорщиков и других преступников и даже оставил однажды без наказания вора, сорвавшего золотое украшение с его одежды.
Роберт II пытался лечить больных с помощью наложения рук и благословения и стал таким образом основателем традиции, жившей во Франции до конца монархии; при этом, хотя и очевиден политический смысл такого «целительства» как обоснования династической легитимности, нет сомнений в том, что король верил в свою чудотворную силу.
Свой интерес к религиозным проблемам король продемонстрировал во время орлеанского процесса над еретиками в 1022 году. Главными фигурантами этого дела стали два священника, пользовавшиеся расположением Роберта, которые, видимо, примкнули к секте катаров. Монарх возглавил расследование и лично приложил все усилия, чтобы вернуть еретиков к «истинной вере», а затем присутствовал на судебном процессе, закончившемся осуждением тринадцати человек и их сожжением на костре. Таким образом, Роберт Благочестивый стал первым монархом своей эпохи, занимавшимся проблемой ереси.
Роберт поддержал еврейские погромы в Орлеане, вызванные уверенностью в том, что евреи собираются разрушить церковь Гроба Господня в Иерусалиме.